# Microprofessor I

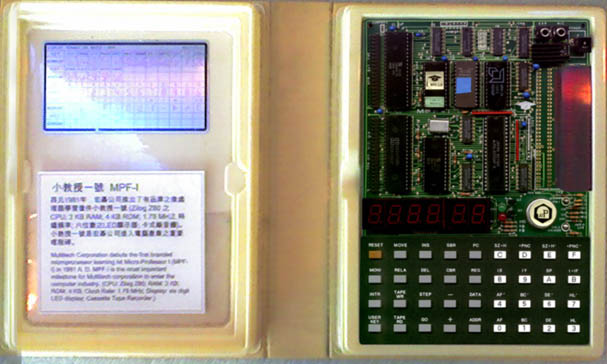
Microprofessor I

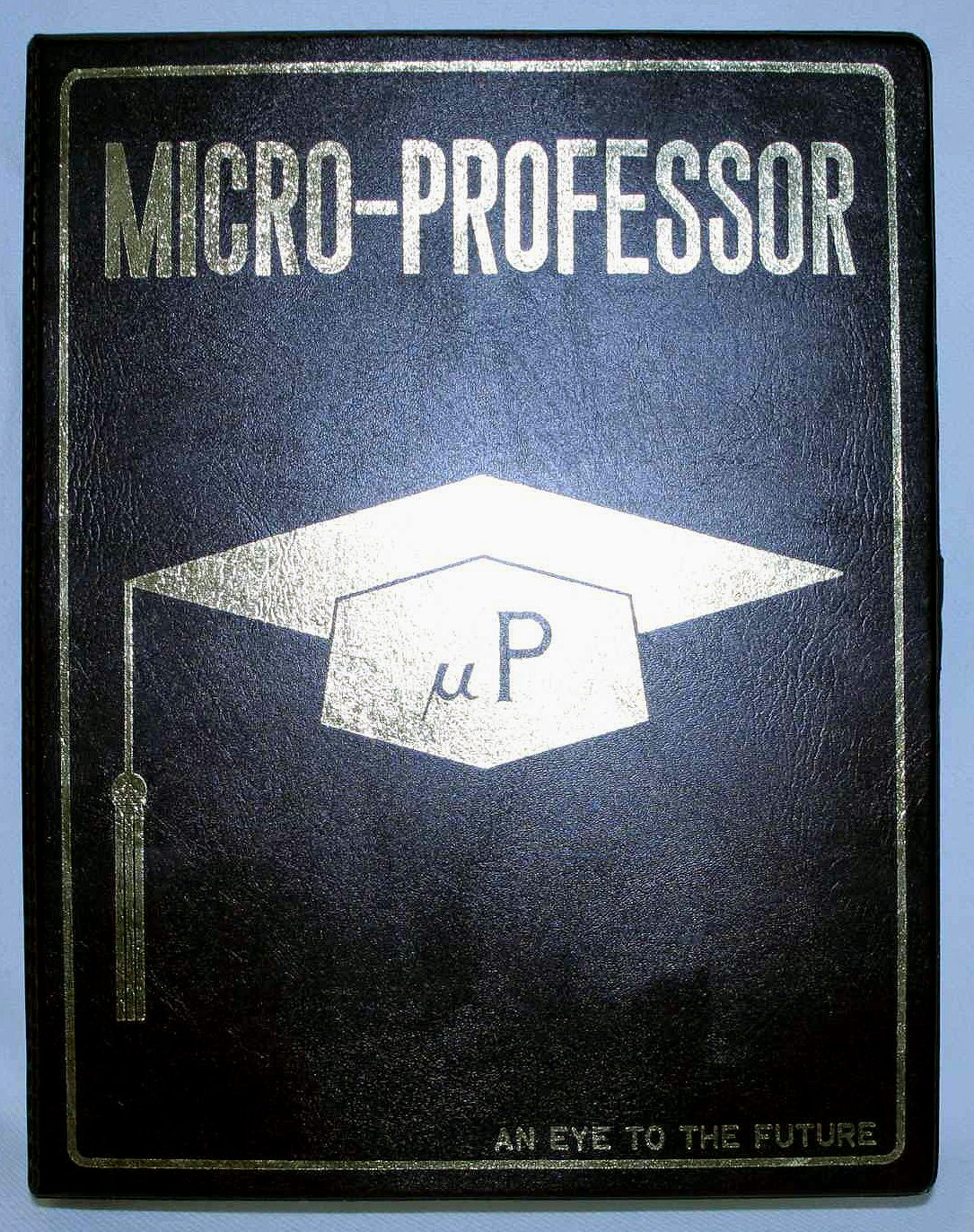
Hülle des Microprofessor I

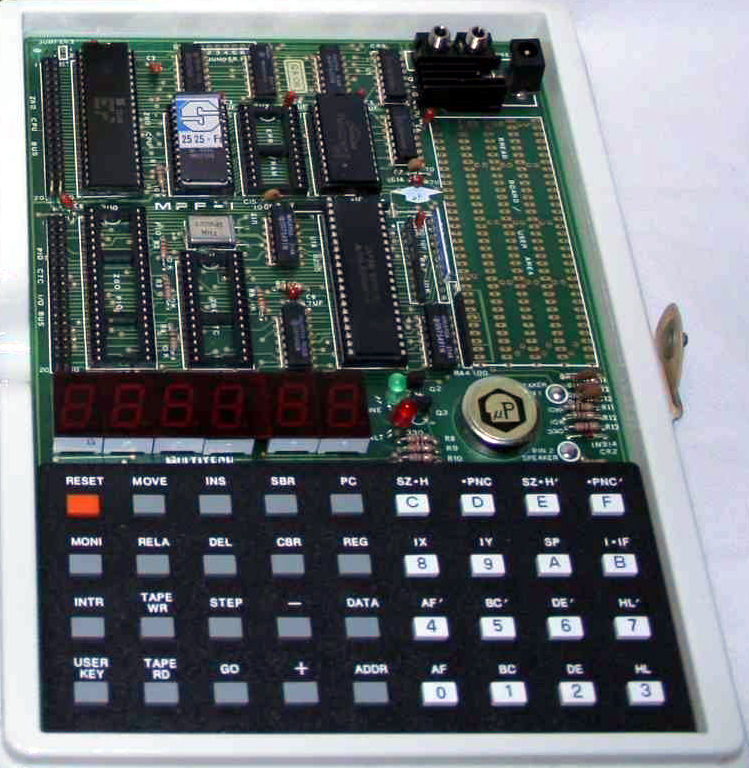
Überarbeitete Version des Microprofessor

Microprofessor I (MPF 1) ist ein Einplatinencomputer, der im Jahre 1981 auf den Markt gebracht wurde. Der Computer wurde von der taiwanischen Firma Multitech (heute Acer) hergestellt. Seine noch im Jahr 1981 veröffentlichte zweite Revision MPF-1B gehörte wohl zu den am längsten verkauften Computern, die seit dem Verkaufsstart nicht mehr weiter verändert wurden. Der MPF I war ein einfach zu nutzendes Trainingssystem für den Z80-Mikroprozessor von Zilog mit einer Taktfrequenz von 1,79 MHz. Der Rechner war mit einem RAM von 2 KB (erweiterbar bis 4 KB) und einem ROM von 2 KB (erweiterbar bis 8 KB) ausgestattet. Nachfolger des Rechners waren der Microprofessor I-b (welcher zusätzlich ein BASIC-ROM hatte und alternativ zu Assembler die Programmierung in dieser Hochsprache erlaubte), Microprofessor II und Microprofessor III.
- I/O-Port: PIO (Programmable Input/Output) Port 8255, insgesamt 24 parallele I/O-Leitungen
- I/O-Adresse: 00–03. PIO, insgesamt 16 parallele I/O-Leitungen
- I/O-Adresse: 80–83h Programmable CTC (timer unit), insgesamt vier unabhängige Zeitlaufsteuerungen
- I/O-Adresse: 40–43h
- Anzeige: sechsstellige, rote Sieben-Segment-LED-Anzeige, 1,7 cm
- Tastatur: 36 Tasten bestehend aus 19 Funktionstasten, 16 hexadezimale Tasten und eine frei programmierbare Taste.
- Lautsprecher: eingebaut, Durchmesser 57 mm, ca. 200–10.000 Hz.
- Erweiterungsbereich: Auf der Leiterplatte sind 8,9 cm × 3,5 cm Fläche zur beliebigen Erweiterung vorgesehen.
- Tonbandschnittstelle: Anschlussmöglichkeiten für beliebige Tonbandgeräte, Datenrate 165 bit/s.
- Systemfrequenz: 3,58 MHz Quarz, Teiler 1:2, Pulsdauer ca. 0,56 µs.
- Versorgungsspannung: 5–12 V, 500 mA.

Bis etwa 2024 wurde der Computer von Flite Electronics International hergestellt und verkauft.
In Deutschland wurde der Mikroprofessor über längere Zeit durch den Lehrmittelanbieter Christiani vertrieben.

## Erweiterungsmöglichkeiten
Für den MPF-I waren zahlreiche Erweiterungsplatinen und -Chips erhältlich:
- MPF-BASIC
- Sprachausgabe für englische Worte und Zahlen
- EPROM-Programmeinheit, Schreibgerät
- Ausgabeplatine für LED- und Schrittmotor-Steuerung
- Video-Anzeigeplatine für den Fernseher
- Die seltene Schweizer Elepra-Zusatzplatine für Automationsaufgaben

## Nachfolger
- Microprofessor MPF-I Plus (1982) mit QWERTY-Tastatur und 20-stelliger Anzeige
- Microkit 09 (1983) 6809 CPU
- MPF-I/65 (1984) 6502 CPU
- MPF-I/88 (1985) 8088 CPU
- Microprofessor II
- Microprofessor III